# Gonthier van Baignaux

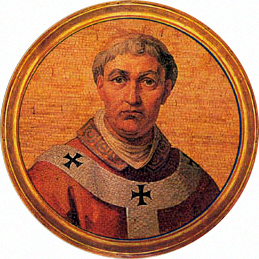
Paus Urbanus VI (afbeelding) zag Frankrijk afdrijven naar de tegenpaus Clemens VII

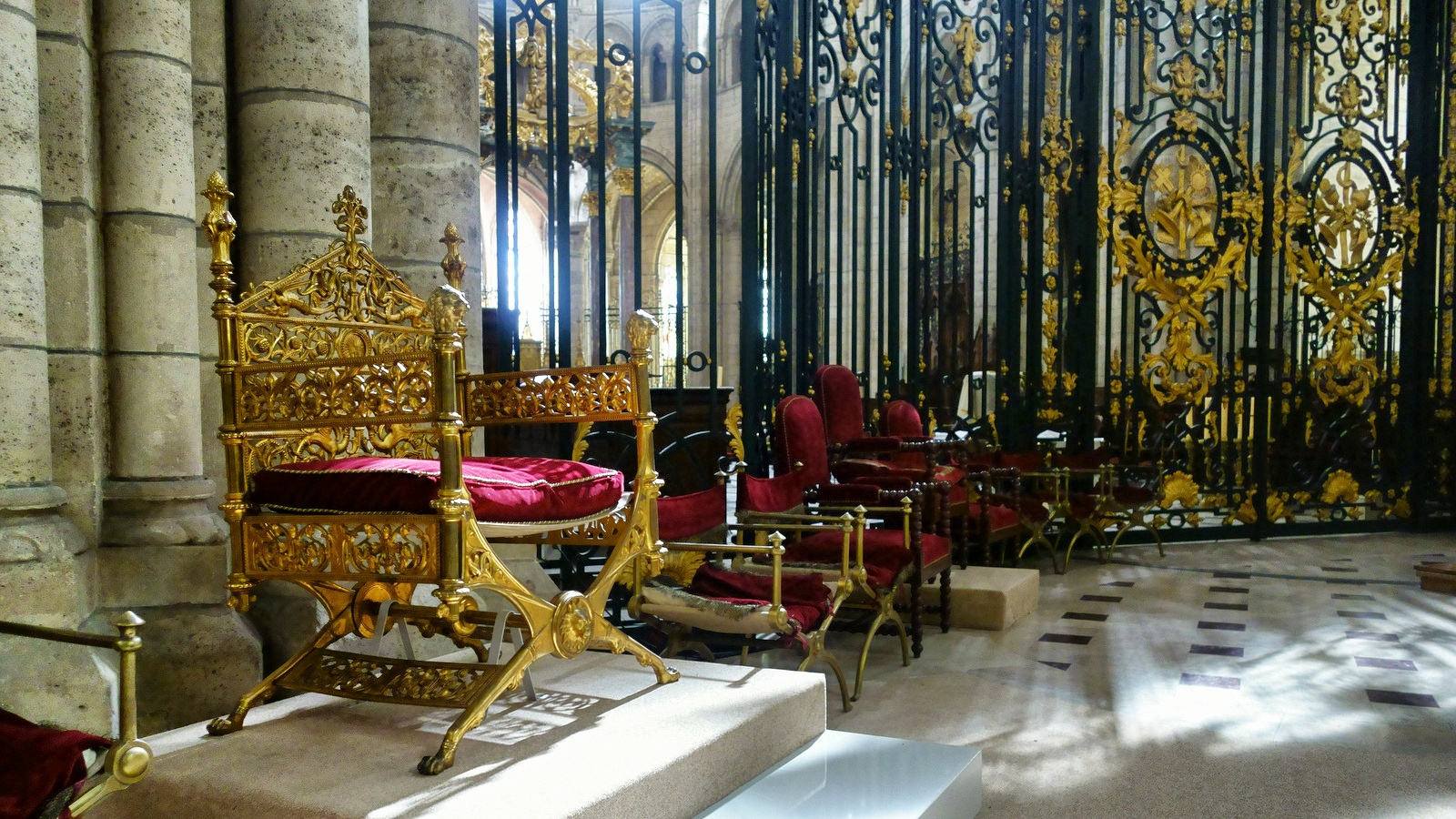
Troon van de aartsbisschop van Sens (kathedraal van Sens)

Gonthier van Baignaux of Bagnaux (koninkrijk Frankrijk 14e eeuw – Sens, 20 juli 1385) was bisschop van Le Mans (1368-1385) en aartsbisschop van Sens (1385-1385).

## Levensloop
Gonthier was een geestelijke in het koninkrijk Frankrijk. De naam Baignaux verwijst naar de heerlijkheid Baignaux in het Kroondomein, vandaag de gemeente Bagneaux-sur-Loing. Gonthier kocht Baignaux in het jaar 1367. De verkoper was een verwant van hem, Jan van Dormans, bisschop van Beauvais, ook kardinaal van Beauvais genoemd, en kanselier van koning Karel V. Gonthier werkte als klerk voor koning Karel V nauw samen met kanselier Jan van Dormans. Buiten zijn verwantschap met de kanselier is er geen afstamming bekend van Gonthier. 
In 1368 werd klerk Gonthier tot bisschop van Le Mans gewijd. Hij verbleef evenwel grotendeels aan het hof van koning Karel V. 
In 1385 kwam paus Urbanus VI brutaal tussen in de verkiezing van de aartsbisschop van Sens. De kandidaat van het kapittel van de kathedraal was Nicolas de Véres, aartsdiaken van Sens. Deze man viel in ongenade bij Urbanus VI. Urbanus VI forceerde de benoeming van Gonthier tot aartsbisschop van Sens. Tijdens het ontstaan van het Westers Schisma (1378) had Gonthier steeds de kant van de paus van Rome gekozen, Urbanus VI. Koning Karel V en de meeste Franse edellieden daarentegen kozen voor de tegenpaus Clemens VII in Avignon. Urbanus VI wilde met de Rome-getrouwe Gonthier in Sens de invloedssfeer van de tegenpaus doorbreken. Zelf had Gonthier genoeg van alle intriges aan het Franse hof en wilde hij niets liever dan uitrusten in Sens. Zo wilde hij manuscripten lezen uit zijn collectie. Gonthier stierf evenwel datzelfde jaar in Sens (1385).